# ATEX
ATEX (od fr. Atmosphères Explosibles) – dyrektywa Unii Europejskiej (akt prawny), definiująca wymagania zasadnicze, jakie musi spełniać każdy produkt, przeznaczony do stosowania w strefach zagrożonych wybuchem. Wymagania szczegółowe podane są w normach powiązanych z tą dyrektywą, natomiast wymagania, które nie są objęte ani dyrektywą ani normami mogą być przedmiotem regulacji wewnętrznych obowiązujących w poszczególnych krajach członkowskich. Regulacje te nie mogą jednak być sprzeczne z dyrektywą, oraz nie mogą zaostrzać jej wymagań. Ponieważ dyrektywa ATEX 2014/34/UE (do 19.04.2016r 94/9/WE) wymaga znakowania CE, więc każdy produkt „ATEXowy”, który został oznaczony symbolem Ex musiał wcześniej zostać przez producenta oznakowany znakiem CE i przejść procedurę oceny zgodności z obowiązkowym udziałem „strony trzeciej” (wybranej jednostki notyfikowanej), jeżeli producent użył modułu innego, niż moduł A (zał VIII dyrektywy – wewnętrzna kontrola produkcji).

## Historia
Ponieważ niejednolite przepisy dotyczące bezpieczeństwa w poszczególnych krajach Europejskiej Wspólnoty Gospodarczej i później – Unii Europejskiej stanowiły znaczne utrudnienia w swobodnym przepływie towarów pomiędzy państwami członkowskimi, postanowiono ujednolicić te przepisy. W przypadku urządzeń przeznaczonych do pracy w strefach zagrożonych wybuchem dnia 23 marca 1994 r. Parlament Europejski i Rada Unii Europejskiej wydały dyrektywę 94/9/WE ATEX, która weszła w życie 1 lipca 2003 roku, oraz dyrektywę 1999/92/WE ATEX137 – zwaną również ATEX USERS (z 16 grudnia 1999 r.) dotyczącą minimalnych wymagań dotyczących bezpieczeństwa pracy, w miejscach pracy, w których może wystąpić atmosfera wybuchowa. Pierwsza dyrektywa została wprowadzona do polskiego prawodawstwa rozporządzeniem już w 2003 roku (które weszło w życie wraz z wejściem Polski do Unii Europejskiej w dniu 1 maja 2004 r.), a od 10 czerwca 2016 r. obowiązuje rozporządzenie Ministra Rozwoju z dnia 6 czerwca 2016 r. (Dz. U. poz. 817). Druga dyrektywa została wprowadzona przez Ministerstwo Gospodarki, Pracy i Polityki Społecznej 29 maja 2003 r. (z późn. zm.) i zaczęła obowiązywać 25 lipca 2003 r. 31 października 2010 r. weszło w życie nowe, zmienione rozporządzenie ministra gospodarki z dnia 8 lipca 2010 roku w sprawie minimalnych wymagań dotyczących bezpieczeństwa i higieny pracy, związanych z możliwością wystąpienia atmosfery wybuchowej w miejscu pracy (Dz. U. Nr 138, poz. 931), które zastąpiło rozporządzenie z 2003 r.
Rozpoczęte w II połowie 2011 roku w Radzie Unii Europejskiej prace mające na celu ujednolicenie dyrektywy 94/9/WE z wymaganiami Nowych Ram Prawnych Decyzji 768/2008/WE zostały zakończone wydaniem nowej dyrektywy ATEX 2014/34/UE, która obowiązuje od 20 kwietnia 2016 r. zastępując dotychczasową dyrektywę 94/9/WE.
W przypadku obu ww. rozporządzeń należy podkreślić, iż czytamy je razem z ustawą na podstawie której zostały wydane, a o której mowa na początku każdego z rozporządzeń.

## Oznaczenia
| 1 | Oznaczenie CE                                  |
| 2 | Numer identyfikacyjny jednostki certyfikującej |
| 3 | Symbol wykonania przeciwwybuchowego            |
| 4 | Grupa wybuchowości                             |
| 5 | Kategoria urządzenia                           |
| 6 | Rodzaj ochrony przeciwwybuchowej               |
| 7 | Podgrupa wybuchowości                          |
| 8 | Klasa temperatur                               |
| 9 | poziom zabezpieczenia urządzenia EPL           |

## Klasyfikacja stref zagrożonych wybuchem
Klasyfikacja ta została zdefiniowana w Załączniku nr I do dyrektywy 1999/92/WE ATEX137 z dnia 16.12.1999 „O minimalnych wymaganiach zwiększających bezpieczeństwo i ochronę zdrowia pracowników potencjalnie narażonych przy pracy w obszarach z atmosferą wybuchową”.
Przestrzenie, w których występuje zagrożenie wybuchem zostały podzielone na strefy zagrożenia. Oznaczenie strefy zagrożenia informuje nas zarówno o rodzaju zagrożenia, jak i jego intensywności. Za zaklasyfikowanie przestrzeni do odpowiedniej strefy są odpowiedzialni: inwestor, projektant obiektu budowlanego oraz jego użytkownik końcowy.
| Rodzaj zagrożenia | Opis zagrożenia          | Oznaczenie strefy | Kategoria urządzenia | Występowanie atmosfery wybuchowej                                                         |
| ----------------- | ------------------------ | ----------------- | -------------------- | ----------------------------------------------------------------------------------------- |
| G                 | Gazy, ciecze i ich opary | 0                 | 1                    | Ciągłe, zagrożenie utrzymuje się przez długi czas                                         |
| G                 | Gazy, ciecze i ich opary | 1                 | 2                    | Sporadyczne, zagrożenie może się pojawić w normalnych warunkach                           |
| G                 | Gazy, ciecze i ich opary | 2                 | 3                    | Rzadkie, nie występuje w warunkach normalnej pracy, jeżeli wystąpi, to przez krótki okres |
| D                 | Palne pyły               | 20                | 1                    | Ciągłe, zagrożenie utrzymuje się przez długi czas                                         |
| D                 | Palne pyły               | 21                | 2                    | Sporadyczne, zagrożenie może się pojawić w normalnych warunkach                           |
| D                 | Palne pyły               | 22                | 3                    | Rzadkie, nie występuje w warunkach normalnej pracy, jeżeli wystąpi, to przez krótki okres |

## Grupy urządzeń przeciwwybuchowych
Informacje ogólne
| Grupa | Opis grupy | Podgrupa | Opis podgrupy                                                   |
| ----- | --- | -------- | --------------------------------------------------------------- |
| I     | Urządzenia przeznaczone do pracy w podziemiach kopalnianych, oraz naziemnych częściach kopalń zagrożonych wybuchem | brak     | Zagrożenie wybuchem metanu, lub pyłu węglowego                  |
| II    | Urządzenia przeznaczone do pracy w obszarach zagrożonych wybuchem gazów, par, mgieł                                | A        | Grupa propanowa (np. aceton, alkohol metylowy, alkohol etylowy) |
| II    | Urządzenia przeznaczone do pracy w obszarach zagrożonych wybuchem gazów, par, mgieł                                | B        | Grupa etylenowa (np. etylen, siarkowodór)                       |
| II    | Urządzenia przeznaczone do pracy w obszarach zagrożonych wybuchem gazów, par, mgieł                                | C        | Grupa wodorowa (np. acetylen, wodór hydrazyna}                  |
| III   | Urządzenia przeznaczone do pracy obszarach zagrożonych pyłem palnym                                                | A        | Palne unoszące się cząstki                                      |
| III   | Urządzenia przeznaczone do pracy obszarach zagrożonych pyłem palnym                                                | B        | Pył nieprzewodzący                                              |
| III   | Urządzenia przeznaczone do pracy obszarach zagrożonych pyłem palnym                                                | C        | Pył przewodzący                                                 |

## Rodzaje zabezpieczeń mechanicznych

### Klasyfikacja IP
Klasyfikacja IP określona przez normę EN 60529. Klasyfikacja ta określa stopień ochrony mechanicznej obudowy oraz sposób jej testowania. W klasyfikacji tej występują dwie cyfry: pierwsza z nich określa stopień ochrony obudowy przed wnikaniem ciał stałych, druga cieczy.

### Klasyfikacja IK
Klasyfikacja IK określona przez normę EN 50102. Klasyfikacja ta określa stopień ochrony obudowy przed uderzeniami (udarami mechanicznymi)

## Klasy temperatur
| Klasa temperatur | Maksymalna temperatura powierzchni [°C] | Temperatura zapłonu gazu [°C] |
| ---------------- | --------------------------------------- | ----------------------------- |
| T1               | 450                                     | >450                          |
| T2               | 300                                     | 300÷450                       |
| T3               | 200                                     | 200÷300                       |
| T4               | 135                                     | 135÷200                       |
| T5               | 100                                     | 100÷135                       |
| T6               | 85                                      | 85÷100                        |

## Poziom zabezpieczenia urządzenia EPL
Poziom zabezpieczenia EPL integruje klasyfikację ATEX oraz IECEx. Przedstawia poniższą relację pomiędzy kategoriami ATEX a strefami zagrożenia wybuchem:
| KATEGORIA URZĄDZENIA (ATEX) | EPL   | STREFA                         |
| --------------------------- | ----- | ------------------------------ |
| 1G/1D                       | Ga/Da | 0/20                           |
| 2G/2D                       | Gb/Db | 1/21                           |
| 3G/3D                       | Gc/Dc | 2/22                           |
| M1                          | Ma    | Urządzenie może pracować*      |
| M2                          | Mb    | Urządzenie musi być wyłączone* |

*- w obecności atmosfery wybuchowej

## Jednostki notyfikowane i certyfikujące ATEX
- UDT-CERT
- ITG KOMAG
- Główny Instytut Górnictwa Kopalnia Doświadczalna „Barbara” Mikołów
- OBAC – Ośrodek Badań Atestacji i Certyfikacji Sp. z o.o. Gliwice
- TEST – Jednostka Opiniująca, Atestująca i Certyfikująca Wyroby Sp. z o.o.[3]
- Fyzikálně Technický Zkušební Ŭstav) (Czechy, Ostrawa)
- FSA – Forschungsgesellschaft für angewandte Systemsicherheit und Arbeitsmedizin (Niemcy, Mannheim)